# Leuctra olympia
Leuctra olympia är en bäcksländeart som beskrevs av Aubert 1956. Leuctra olympia ingår i släktet Leuctra och familjen smalbäcksländor. Inga underarter finns listade i Catalogue of Life.